# Henryk Sztompka
Henryk Sztompka (ur. 1 kwietnia 1901 w Bogusławce k. Łucka, zm. 21 czerwca 1964 w Krakowie) – polski pianista. 

## Życiorys
Urodził się 1 kwietnia 1901 w Bogusławce na Wołyniu, w rodzinie Stanisława (zm. 1930) i Józefy z Wiązowskich (zm. 1918). Ukończył gimnazjum im. św. Stanisława Kostki w Warszawie (1920). Studiował na Uniwersytecie Warszawskim. W 1920 służył ochotniczo w 36 pułku piechoty Legii Akademickiej. Ukończył z wyróżnieniem Konserwatorium Warszawskie pod kierunkiem Józefa Turczyńskiego (1926), następnie kształcił się w Paryżu u Ignacego Jana Paderewskiego (1928–1932). Od 1926 koncertował w kraju oraz we Francji, Anglii, Belgii, Holandii, Rumunii, Bułgarii, Luksemburgu, Niemczech i ZSRR.
Po upadku powstania warszawskiego, razem z rodziną, otrzymał schronienie u Władysława Strakacza, właściciela browaru w Skierniewicach.

Po wojnie, w latach 1945–1964 prowadził klasę fortepianu w Państwowej Wyższej Szkole Muzycznej w Krakowie (od 1955 na stanowisku profesora nadzwyczajnego, od 1958 profesora zwyczajnego). W 1957 został kierownikiem katedry fortepianu, a w latach 1957–1963 pełnił funkcję prorektora. Do jego uczniów należała m.in. Regina Smendzianka. Brał także udział w pracach jury podczas wielu konkursów pianistycznych, m.in. Międzynarodowego Konkursu Pianistycznego im. Fryderyka Chopina w Warszawie (1949, 1955, 1960), Międzynarodowego Konkursu im. Marguerite Long i Jacques’a Thibaud w Paryżu (1953, 1955, 1959, 1961) i Międzynarodowego Konkursu Muzycznego im. Piotra Czajkowskiego w Moskwie (1958, 1962).

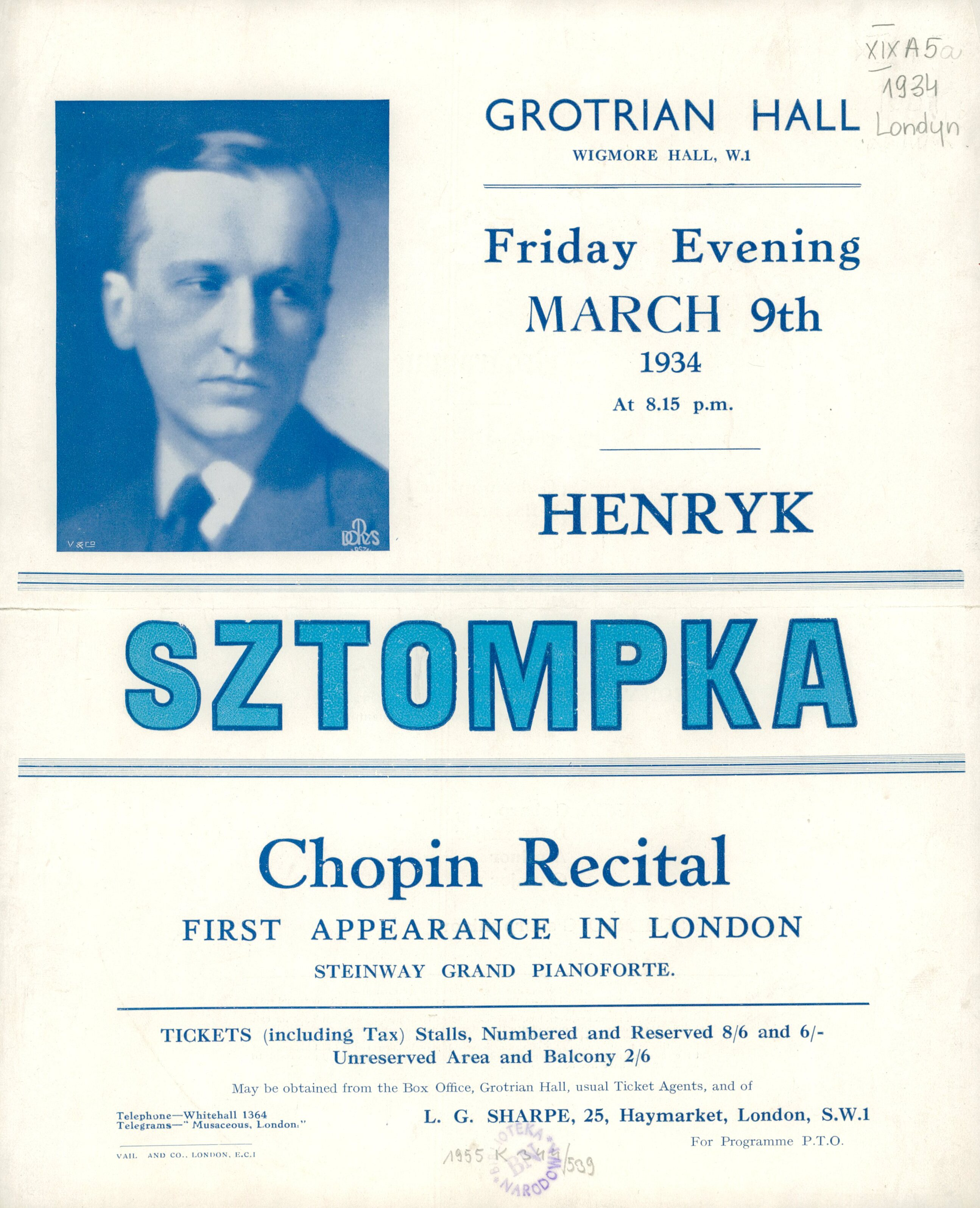
Henryk Sztompka, afisz, Londyn, 1934

Od 1938 był mężem Heleny z Zakrzewskich (1906–2003). Ich syn Piotr jest socjologiem.
Zmarł w Krakowie, spoczywa w alei zasłużonych na cmentarzu Rakowickim (kwatera LXVII-zach 2-2).

## Ordery i odznaczenia
- Krzyż Komandorskim z Gwiazdą Orderu Odrodzenia Polski (28 kwietnia 1955)[7]
- Order Sztandaru Pracy II klasy (22 lipca 1949)[8]
- Złoty Krzyż Zasługi (11 listopada 1937)[9]

## Nagrody
- Nagroda Polskiego Radia za najlepsze wykonanie mazurków na I Międzynarodowym Konkursie Pianistycznym im. Fryderyka Chopina w Warszawie (1927)
- Państwowa Nagroda Artystyczna I stopnia (zespołowa) za przygotowanie kandydatów do IV Międzynarodowego Konkursu im. Chopina (1950)[10]Henryk Sztompka (po prawej) z dyrygentem Grzegorzem Fitelbergiem (po lewej) na Wawelu, 1937

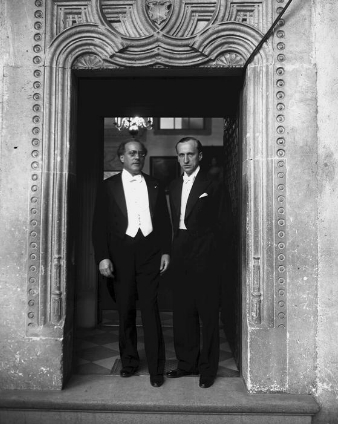
Henryk Sztompka (po prawej) z dyrygentem Grzegorzem Fitelbergiem (po lewej) na Wawelu, 1937

- Nagroda Miasta Krakowa (1958)